# Ana de Rohan-Chabot
Ana de Rohan-Chabot (julio de 1648 – 4 de febrero de 1709) fue una noble francesa, miembro de la casa de Rohan y esposa de Francisco de Rohan, príncipe de Soubise. Fue durante algún tiempo amante del rey Luis XIV. A veces se la llamaba Madame de Frontenay, por ser la dama de Frontenay. Era considerada una gran belleza, con el cabello rojo, piel pálida y ojos color avellana. 

## Biografía

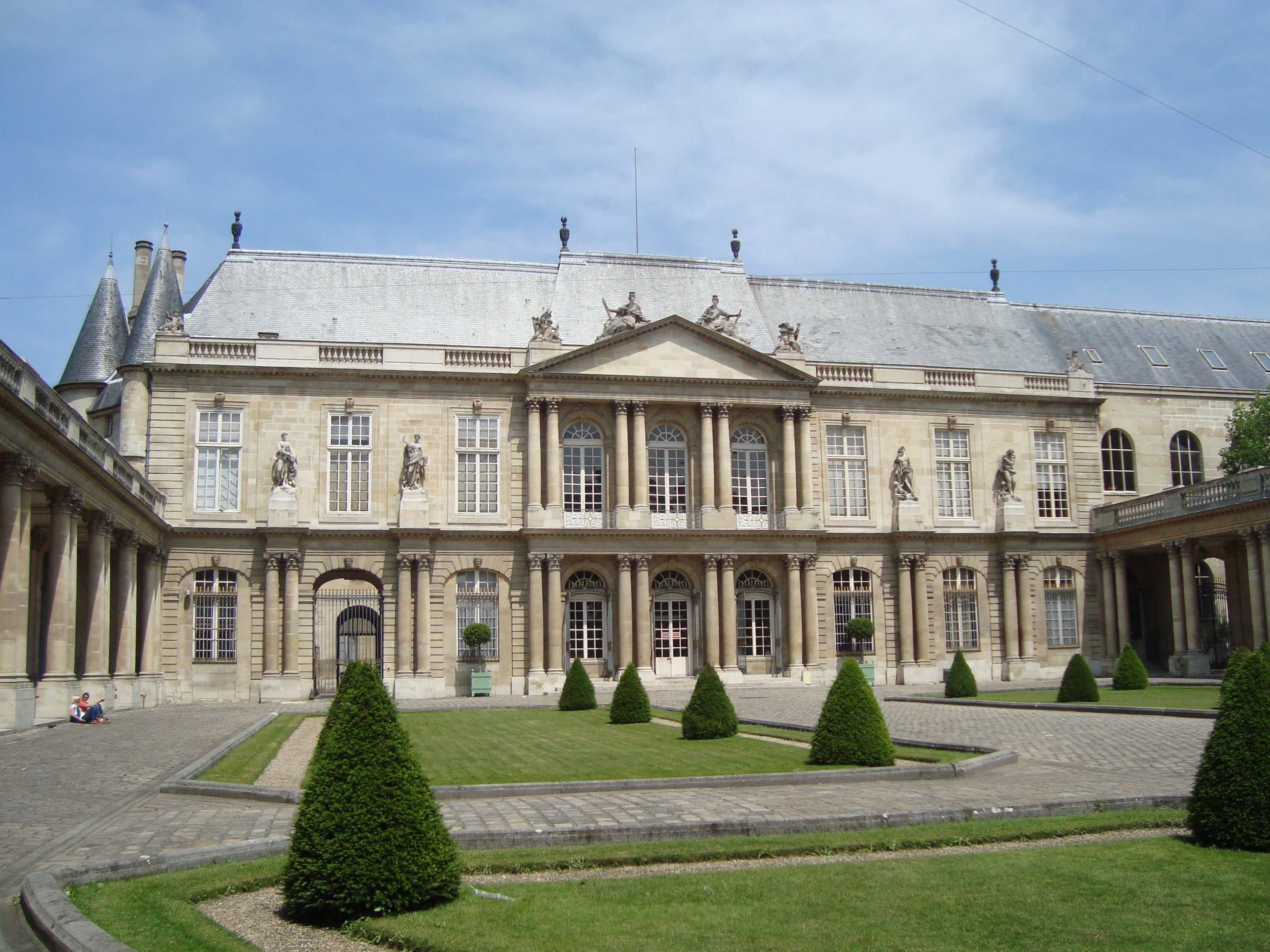
Hôtel de Soubise, residencia de Ana y su marido

Hija de Enrique Chabot y de su esposa Margarita de Rohan, fue la tercera de cinco hermanos. El matrimonio de sus padres había causado un escándalo ya que Margarita era una princesa extranjera. Esto obligó a Luis XIV a emitir un decreto para que fuera capaz de casarse con Enrique y todavía mantener su alto rango en la corte.
El 17 de abril de 1663, con no más de quince años, Ana se casó con el teniente general Francisco de Rohan. Francisco era viudo y el hijo más joven del Hércules de Rohan, duque de Montbazon, y de su esposa Marie-de-Bretagne d'Avaugour. 
Ana  convenció a su marido para que adquiriese el palacio de Guisa de los fideicomisarios de la duquesa de Guisa. Él compró la propiedad en 27 de marzo de 1700 y le cambió el nombre por el de Hôtel de Soubise. Ana murió de un resfriado el 4 de febrero de 1709, poco después que Bonne de Pons la marquesa de Heudicourt; por lo tanto su muerte fue intrascendente para la corte.

## Descendencia
- Ana Margarita (5 de agosto de 1664 - 26 de junio de 1721), abadesa de Jouarre, sin descendencia.
- Luis (11 de marzo de 1666 - 5 de noviembre de 1689), sin descendencia.
- Constanza Emilia (¿? de 1667 - ¿?) se casó con José I Rodríguez Tellez da Camara, con descendencia.
- Hercules Mériadec, príncipe de Maubuisson y Duque de Rohan (8 de mayo de 1669 - 1749), se casó con Ana Geneviva de Lévis, y después con Maria Sofia de Courcillon, con descendencia.
- Alejandro Mériadec (19 de julio de 1670 - 9 de marzo de 1687), sin descendencia.
- Enrique Luis, Chevalier de Rohan (4 de enero de 1672 - 30 de julio de 1693), sin descendencia.
- Armando Gastón, cardenal de Soubise (26 de junio de 1674 - 19 de julio de 1749), se sospechaba que era hijo del rey Luis XIV. Sin descendencia.
- Sophronia-Pélagie (2 de julio de 1678 - ¿?) se casó con don Alfonso Francisco de Vasconcellos, con descendencia.
- Leonor María (25 de agosto de 1679 - 2 de noviembre de 1753), abadesa de Origny, sin descendencia.
- Maximiliano Gastón (1680 - 23 de mayo de 1706) murió en la Batalla de Ramillies, sin descendencia.
- Federico Paulo (1682), sin descendencia.